# Fabbrica Motoleggere Ollearo
Fabbrica Motoleggere Ollearo war ein italienischer Hersteller von Motorrädern und Automobilen.

## Unternehmensgeschichte
Naphtali Ollearo gründete 1922 in Turin das Unternehmen zur Produktion von Motorrädern, die als Ollearo vermarktet wurden. 1952 endete die Produktion. Zwischen 1934 und 1936 entstanden auch Automobile.

## Fahrzeuge

### Motorräder
Die ersten Modelle waren ein Tourenmodell mit 132 cm³ Hubraum und Dreiganggetriebe sowie ein Sportmodel mit 125 cm³ Hubraum. 1927 kamen das Leichtmotorrad Comfort sowie ein dem 132er Modell ähnelndes Modell mit 175 cm³ Hubraum dazu. 1930 standen Modelle mit Zweitakt- und Viertaktmotor im Angebot. 1931 ergänzte das Modell Sirena mit 350 cm³ Hubraum das Sortiment. 1932 folgte die Perla mit 500 cm³ Hubraum.
Nach Ende des Zweiten Weltkriegs erschien ein Hilfsmotor. Der Zweitakter mit 45 cm³ Hubraum und 1,25 PS Leistung konnte wahlweise über dem Vorderrad oder über dem Hinterrad von Fahrrädern montiert werden. 1948 kamen die neuen Modelle 175 tipo 4, 250 tipo 4 und 500 Perla auf den Markt. Bis zur Produktionseinstellung im Jahre 1952 gab es keine großen Änderungen mehr.

### Automobile
Das einzige Modell war ein Rikscha-ähnliches Dreirad, bei dem sich das einzelne Rad vorne befand. Die vordere Hälfte des Fahrzeugs war ein Motorrad, mit Lenker und Sattel für den Fahrer. Dahinter befand sich eine Sitzbank für zwei Personen. Darüber konnte ein Verdeck gespannt werden. Für den Antrieb sorgte ein Einzylindermotor mit wahlweise 346 cm³ oder 496 cm³ Hubraum. Die Kraftübertragung erfolgte mittels einer Kardanwelle. Das Getriebe verfügte über vier Gänge.